# 刘志勇 (满族政治人物)
刘志勇（1955年10月—），男，满族，黑龙江桦川人，中华人民共和国政治人物。广西大学机械系机械工艺及设备专业毕业，大学工学学士，高级工程师。

## 生平
1971年12月参加工作，1976年12月加入中国共产党。
历任广西东南矿机电厂修理工人、广西桂林冶金机械厂工人、广西桂林冶金机械总厂厂长兼桂林林业机械厂厂长、桂林市人民政府副秘书长，市经贸委主任、党组副书记、柳州地区行署副专员、广西壮族自治区经济贸易委员会副主任、党组成员兼广西壮族自治区安全生产监督管理局（自治区煤矿安全监察局、自治区安全生产委员会办公室）局长、中共百色市委副书记、市长、广西农垦局工委书记、广西壮族自治区农垦局局长，广西农垦集团有限责任公司董事长、总经理。2009年1月任中共梧州市委书记，同年2月兼任梧州市人大常委会主任。2014年1月任广西壮族自治区政协副主席、党组成员。
2016年1月29日，中纪委通报其严重违纪，受到撤销党内职务处分，降为正厅级非领导职务。